# Sarra Mzougui
Sarra Mzougui (ar. سارة المزوغي; ur. 8 marca 1994) – tunezyjska judoczka. Olimpijka z Paryża 2024, gdzie zajęła siedemnaste miejsce w wadze ciężkiej.
Uczestniczka mistrzostw świata w 2023 i 2024. Startowała w Pucharze Świata w latach 2014-2017 i 2022-2024. Wicemistrzyni igrzysk afrykańskich w 2015 i 2023; trzecia w 2019. Zdobyła dwanaście medali na mistrzostwach Afryki w latach 2014 - 2025. Siódma na igrzyskach śródziemnomorskich w 2018. Srebrna medalistka igrzysk panarabskich w 2023. Wicemistrzyni igrzysk frankofońskich w 2013 i trzecia w 2017. Wygrała igrzyska solidarności islamskiej w 2017 i trzecia w 2021. Mistrzyni świata juniorów w 2014 roku.